# 威廉·亨利·布蘭布爾機場
威廉·亨利·布蘭布爾機場（英語：W.H. Bramble Airport），又名布萊克本機場（Blackburne Airport），是位於加勒比海英國海外領土—蒙特塞拉特島東岸的一個小型國際機場，由於附近發生火山爆發被毀，現已停用。
威廉·亨利·布蘭布爾機場以蒙特塞拉特前首長威廉·亨利·布蘭布爾的名字命名。
1997年，位於機場南方的蘇弗里埃爾火山爆發，摧毀了包括威廉·亨利·布蘭布爾機場在內的島南半部大半地方。火山爆發後的數年內，只能以直昇機或船艇來往蒙特塞拉特島，直到2005年7月位於北岸的傑拉德機場（Gerald's Airport，現稱為約翰·A·奧斯本機場）落成為止。威廉·亨利·布蘭布爾機場曾使用MNI作為其IATA機場代碼，但此代碼現已讓渡給新機場。
威廉·亨利·布蘭布爾機場被毀前曾為以下航空公司的航點：
- 背風群島航空（LIAT）
- 迎風航空（Winair）
- 蒙特塞拉特航空（FlyMontserrat）
- 加勒比人航空（Carib Aviation）
- 美鷹航空亦間有航班服務

## 外部連結
- North from Bramble Airport （页面存档备份，存于），上載於2006年6月13日，YouTube
- 加勒比海機場